# Chester (Arkansas)
Chester – miasto w Stanach Zjednoczonych, w stanie Arkansas, w hrabstwie Crawford.